# Abel Alves
Abel Aníbal Alves (Olavarría, Argentina, 19 de febrero de 1958) es un director técnico argentino que dirigió hasta el 8 de abril de 2010 a Boca Juniors. Asumió el cargo de técnico del primer equipo luego de la salida de Alfio Basile, quien dejó el club por falta de resultados.
Renunció y fue sucedido por Roberto Pompei, en la 13era. fecha del campeonato.
Actualmente dirige en Deportivo Camioneros.

## Trayectoria como jugador
Como jugador, surgió de la cantera de Boca Juniors en 1975 y luego continuó su carrera en San Lorenzo de Mar del Plata, Gimnasia y Esgrima de La Plata, Banfield, Huracán, Sportivo Italiano y Lanús.
En 1981 salió campeón con Boca Juniors del Torneo Metropolitano 1981.

## Trayectoria como entrenador
Debutó en San Luis de México en 2003, con 2 partidos ganados, 4 empatados y 7 perdidos sumo 10 puntos dejando al equipo en penúltimo lugar de la tabla general y en el lugar 17 de 20 en el porcentaje para el descenso, lo renunciaron y lo sucedió interinamente Jose Pilar Reyes, es una de las causa del primer descenso en la época moderna de San Luis en el 2004.
Como técnico del plantel profesional de Boca Juniors, dirigió el Torneo Clausura 2005 después de la marcha de Jorge "El Chino" Benítez. Estuvo al frente del equipo en los partidos contra Newell's Old Boys, Quilmes y Almagro. Después, hizo un interinato de 2 partidos reemplazando a Carlos Ischia con una derrota en La Bombonera por 2 a 1 ante Gimnasia LP y con una victoria ante Colón por 3 a 1. 
Lo sucedió Alfio Basile, a quien, paradójicamente, terminaría reemplazándolo en el comienzo de 2010, presentó su renuncia el 8 de abril de 2010 luego de perder por 3 goles a 0 con Colón. Realizando, así, la peor campaña de Boca Juniors en torneos cortos,
Entre 2015 y 2016, ejerció junto con Jorge Griffa el cargo de coordinador general de las divisiones inferiores del Club Atlético Independiente.

## Palmarés

### Como jugador

#### Campeonatos nacionales
| Título           | Club         | País      | Año    |
| ---------------- | ------------ | --------- | ------ |
| Primera División | Boca Juniors | Argentina | M-1976 |
| Primera División | Boca Juniors | Argentina | N-1976 |
| Primera División | Boca Juniors | Argentina | M-1981 |